# شادي (اسم)
شادي هو اسم علم. ومعناه باللغة العربية صوت جميل، والمُغنِّي. كما أنه اسم أنثى باللغة الفارسية.
وشادي ايضاً اسم صاحب محل زجاج اسمه شادي البديني مصري 

## شخصيات
- شادي أبو هشهش، لاعب كرة قدم أردني
- شادي أدو، مغنية وملحنة بريطانية
- شادي أسود، مغني سوري
- شادي ألفونس، كوميدي مصري
- شادي الخليج، مغني كويتي
- شادي الدالي، ممثل ومخرج مصري
- شادي الصفدي، ممثل سوري
- شادي الغزالي حرب، جراح وسياسي مصري
- شادي الغيطاني، مغني مصري
- شادي الفخراني، مخرج مصري
- شادي الهمامي، لاعب كرة قدم تونسي
- شادي جمال، لاعب كرة قدم يمني
- شادي جميل، مغني سوري
- شادي حنا، مخرج لبناني
- شادي خفاجة، ممثل مصري
- شادي خلف، ممثل مصري
- شادي خليفة، مقدم برامج لبناني
- شادي ريشا، ممثل لبناني
- شادي زاهد، إعلامي سعودي
- شادي زيدان، ممثل سوري
- شادي سرور، ممثل مصري
- شادي شعبان، لاعب كرة قدم فلسطيني
- شادي شمص، ممثل لبناني
- شادي صدر، ناشطة حقوق مرأة إيرانية
- شادي عبد السلام، مخرج أفلام مصري
- شادي عثمان، ممثل سوري
- شادي غديريان، مصورة فوتوغرافية إيرانية
- شادي محمد، لاعب كرة قدم مصري
- شادي مرعي، لاعب كرة قدم سوري
- شادي مسعد، سياسي ورجل أعمال ومعماري لبناني
- شادي مقرش، ممثل ومخرج سوري
- شادي نشابة، سياسي لبناني